# Kazachse Steppe
De Kazachse Steppe (Kazachs: Qazaq dalasy, Қазақ даласы, ook wel Uly dala, Ұлы дала "Geweldige steppe"), ook wel de "Grote Dala", is een ecoregio in een uitgestrekt gebied open van grasland in Noord-Kazachstan en aangrenzende delen van Rusland, dat zich uitstrekt ten oosten van de Pontische steppe en ten westen van de Eminvallei-steppe, waarmee het deel uitmaakt van de Euraziatische steppe.

## Geografie
De steppe strekt zich uit over meer dan 2.200 km van het gebied ten oosten van de Kaspische Laagte en ten noorden van het Aralmeer, helemaal tot aan het Altaj-gebergte. Het is het grootste droge steppegebied ter wereld, met een oppervlakte van ongeveer 804.450 vierkante kilometer. De Kazachse Steppe ligt aan de zuidkant van het Oeralgebergte. Een groot deel van de steppe wordt als halfwoestijn beschouwd en veranderd ook in woestijn naarmate men verder naar het zuiden gaat. Het Toeran-laagland ligt in het zuidwestelijke deel van de steppe, maar de hoogte neemt toe naarmate men naar het oosten of naar de noordelijke delen van de steppe reist, op enkele uitzonderingen na.
De Pontische Steppe ligt richting het westen en noordwesten. Ten noorden en noordoosten van de Kazachse Steppe ligt de Kazachse Bossteppe, een ecoregio van dennenbossen afgewisseld met graslanden die een overgang vormen tussen de Kazachse Steppe en de bossen van Siberië. In het zuiden liggen de Kazachse Halfwoestijn en het Kazachse Hoogland.

### Klimaat
De regio heeft een steppeklimaat, waarmee het grootste deel van het gebied volgens de klimaatclassificatie van Köppen onder de BSk-classificatie valt. Er valt gemiddeld 200 mm tot 400 mm neerslag in een jaar, met meer neerslag in de noordelijke delen van de steppe. De gemiddelde temperatuur in juli varieert van 20 °C tot 26 °C en in januari van −12 °C tot −18 °C. Er kan soms een zeer harde wind over de vlakten waaien.

## Flora en fauna
Door de geringe regenval heeft de steppe weinig bomen, waardoor die bestaat voornamelijk uit graslanden en grote stukken zandgrond. Typische vegetatie omvat vedergras, alsem en zwenkgras.
De dieren die er te vinden zijn, zijn onder meer de saiga, de Siberische ree, wolven, vossen, dassen, Mongoolse renmuizen en vierteenlandschildpadden.

## Demografie
Het westelijke deel van de Kazachse steppe is zeer dunbevolkt, met tussen de twee en drie mensen per vierkante kilometer. Als men over de vlakten naar het oosten trekt, neemt de bevolkingsdichtheid toe tot vier tot zeven mensen per vierkante kilometer. Kazachen vormen de meerderheid van de mensen die in het gebied wonen. Rusland huurt ongeveer 7.360 vierkante kilometer in de zuidelijke regio van de steppe voor 's werelds oudste lanceerbasis, het Kosmodroom van Bajkonoer.